# Венюковы
Венюковы (Винюковы) — древний русский дворянский род.
Род занесён в VI часть дворянских родословных книг: Курской, Московской и Рязанской губерний.

## История рода
Ермолай Венюков жил в XVI веке. Род начинается с окладчика Богдана-Марка Ермолина сына Венюкова (уп. 1591—1634), записанного в числе дворян и детей боярских и жалованного поместьем и денежным окладом (1597).
Иван Рюмин Венюков владел поместьем в Каширском уезде (1578). Иван Григорьевич, участник немецкого похода (1579—1597), попал в плен, выкуплен. Два представителя рода — тульские помещики (1587). В последней четверти XVI столетия семнадцать представителей рода — помещики в Ряжском уезде, в последующие годы в Ряжском уезде служили по Ряжску в детях боярских, по выбору и в окладчиках 10 представителей рода.
Подьячий, впоследствии дьяк, Никифор Дмитриевич Венюков ездил при посольстве в Китай (1676 и 1686).
Ульян Саввич, внук родоначальника, стряпчий (1692), владел населённым имением (1699).
Ефимия Гавриловна — рязанская помещица (1701).
- Венюков, Михаил Иванович (1832—1901) — русский путешественник и военный географ, генерал-майор.

## Описание герба
Щит разделён на четыре части, из коих в 1-й части в голубом поле изображена серебряная луна, обращённая направо. Во 2-й части в красном поле видны две руки, выходящие из облаков, на левом боку щита означенных, держащие лук со стрелой. В 3-й части в красном поле находится вооруженный воин в латах, едущий на коне в правую сторону. В 4-й части в зелёном поле крестообразно положены сабля, бердыш, ружьё, лук и колчан со стрелами, перевитые масличной ветвью.
Щит увенчан дворянскими шлемом и короной со страусовыми перьями. Намёт на щите голубой и красный, подложенный золотом и серебром. Герб рода Венюковых внесён в Часть 8 Общего гербовника дворянских родов Всероссийской империи, стр. 25.